# Iso Juurikkajärvi
Iso Juurikkajärvi och Pikku Juurikkajärvi eller Juurikkajärvet är sjöar i Finland. De ligger i kommunen Pudasjärvi i landskapet Norra Österbotten, i den centrala delen av landet, 600 km norr om huvudstaden Helsingfors. Iso Juurikkajärvi ligger 120,4 meter över havet. Arean är 55,8 hektar och strandlinjen är 3,04 kilometer lång. Sjön  ingår i Kiminge älvs huvudavrinningsområde. 